# کلیسای جامع سوتیتسخولی
کلیسای جامع سوتیتسخولی (گرجی: სვეტიცხოვლის საკათედრო ტაძარი Svet'icxovlis sak'atedro t'adzari) یک کلیسای جامع مسیحی ارتدکس است که در شهر تاریخی متسختا، گرجستان، در شمال غربی تفلیس پایتخت گرجستان واقع شده‌است. سوتیتسخولی که شاهکار قرون اولیه و میانه است، توسط یونسکو به عنوان یک میراث جهانی شناخته شده‌است. این مکان در حال حاضر دومین ساختمان بزرگ کلیسایی در گرجستان، پس از کلیسای جامع ترینیتی مقدس است.
سوتیتسخولی که به عنوان محل دفن ردای مسیح ادعا شده شناخته می‌شود، از دیرباز یکی از کلیساهای اصلی ارتدکس گرجستان بوده و یکی از مورد پرستش‌ترین مکان‌های عبادت در منطقه است. در طول قرن‌ها، کلیسای جامع به عنوان محل دفن پادشاهان بوده‌است. ساختار متقاطع کنونی بین سال‌های ۱۰۱۰ و ۱۰۲۹ توسط معمار گرجی قرون وسطایی آرسوکیسدزه تکمیل شد، اگرچه قدمت این مکان به اوایل قرن چهارم بازمی‌گردد. معماری بیرونی کلیسای جامع نمونه ای از تزئینات معمولی قرن یازدهم است که به خوبی حفظ شده‌است.
سوتیتسخولی یک نقطه عطف فرهنگی در خطر انقراض در نظر گرفته می‌شود. از ناملایمات مختلفی جان سالم به در برده‌است و بسیاری از نقاشی‌های دیواری گرانبها آن به دلیل سفید شدن توسط مقامات امپراتوری روسیه از بین رفته‌است.

## تاریخ
کلیسای اصلی در قرن چهارم پس از میلاد در زمان سلطنت میریان سوم کارتلی (ایبریا) ساخته شد. گفته می‌شود سنت نینو محل تلاقی رودخانه‌های متکواری (کورا) و آراگوی را به عنوان اولین کلیسای گرجی انتخاب کرده‌است.